# 一戰再戰
《一戰再戰》（英語：One Battle After Another）是一部2025年美國黑色喜劇動作電影，由保羅·湯瑪斯·安德森編劇和執導，主演陣容包括李奧納多·狄卡皮歐、西恩·潘、班尼西歐·狄奧·托羅、瑞吉娜·霍爾、堤亞娜·泰勒及蔡斯·菲尼迪。本片改編自托馬斯·品欽的小說《葡萄園》（1990年），講述一群前革命者時隔16年重聚，從邪惡的敵人手中拯救一名同夥的女兒。
《一戰再戰》由華納兄弟定檔2025年9月26日於美國上映。

## 演員
- 李奧納多·狄卡皮歐飾演巴柏·佛格森（Bob Ferguson）
- 西恩·潘飾演史蒂文·J·洛克賈上校（Col. Steven J. Lockjaw）
- 班尼西歐·狄奧·托羅飾演塞吉歐先生（Sensei Sergio）
- 瑞吉娜·霍爾飾演狄安德拉（Deandra）
- 堤亞娜·泰勒（英语：Teyana Taylor）飾演佩菲狄拉·比佛利·希利斯（Perfidia Beverly Hills）
- 蔡斯·菲尼迪（英语：Chase Infiniti）飾演薇拉·弗格森-比佛利·希利斯（Willa Ferguson-Beverly Hills）
- 艾拉娜·海姆
- 伍德·哈瑞斯
- 夏娜·麥克海兒（英语：Junglepussy）
- D·W·莫非特飾演比爾·戴斯蒙德（Bill Desmond）

## 製作
2023年6月，據報導保羅·湯瑪斯·安德森即將上映的電影已經由華納兄弟獲得發行權，據傳該片將由瓦昆·菲尼克斯、維果·莫天森和瑞吉娜·霍爾主演。

### 選角
2024年1月，李奧納多·狄卡皮歐、西恩·潘和霍爾確認參演。2024年2月，艾拉娜·海姆、堤亞娜·泰勒、伍德·哈瑞斯、夏娜·麥克海兒和蔡斯·菲尼迪參演。狄卡皮歐將獲得2000萬美元的片酬。

### 拍攝
拍攝於2024年1月29日在卡滕進行，並於洪堡縣的尤里卡、阿克塔和千里達進行11天的拍攝，工作標題為「BC Project」。2月3日，劇組轉至萨克拉门托拍攝。為了方便拍攝，劇組清除了塞薩爾·查維茲廣場內的露宿者帳篷結果引發了一些爭議。

## 發行
該片由華納兄弟原定2025年8月8日於美國上映。2025年3月19日，該片檔期延至2025年9月26日於美國上映。

## 外部連結
- 互联网电影数据库（IMDb）上《一戰再戰》的资料（英文）